# Улица Кастанаева (Владикавказ)
Улица Кастанаева — улица во Владикавказа, Северная Осетия, Россия. Находится в Затеречном муниципальном округе между улицами Барбашова и Гугкаева. Начинается от улицы Барабашова.
Улица Кастанаева пересекается с улицами Таутиева, Островского, Зелёной, Весёлой, Генерала Мамсурова, Кольбуса, Бритаева, Калинина, Дигорская, Малиева, Зои Космодемьянской, Краснодонской и Талалихина.
Названа именем советского лётчика Николая Кастанаева.
Улица сформировалась в довоенное время. Впервые отмечена под современным названием на плане города Орджоникидзе от 1943 года.